# Indian Railways WDM-3 sorozat
Az Indian Railways WDM-3 sorozat dízel-hidraulikus mozdonysorozat, melyet a Henschel fejlesztett ki az Indian Railways számára 1962-ben. A „WDM-3” típusnév jelentése: széles nyomtávú (W), dízel (D), vegyes forgalmú (M) mozdony, 3. generáció (3). Ezeket a mozdonyokat 1970 és 1971 között állították szolgálatba. 1962 és 1970 között összesen nyolc darabot építettek. 1995-ben Gútiban kivonták a sorozatot az állományból, majd 1996-ban mind a nyolc példányt selejtezték.
Ezek a dízel-hidraulikus mozdonyok a hasonló elnevezés ellenére nem kapcsolódnak az American Locomotive Company által gyártott WDM-3A mozdonyokhoz.

## Történet

### Előzmények
Man Mohan Suri Indian Railways-gépészmérnök új hidromechanikus sebességváltót fejlesztett ki dízelmozdonyok számára, amelyet a National Research Development Corporation vizsgált, majd 1956–1957-ben „Suri-hajtómű” néven szabadalmaztatott Indiában. 1962-ben a vasúti igazgatóság úgy döntött, hogy az előnyök maximalizálása érdekében megvizsgálja a Suri-hajtómű használatát a nagy teljesítményű mozdonyokban. Ennek eredményeként a vasúti igazgatóság engedélyezte a tárgyalásokat nyugatnémet cégekkel 5000 lóerős mozdonyok kifejlesztéséről, valamint az American Locomotive Companyvel 2600 lóerős mozdonyokról, amelyek már gyártás alatt álltak a Váránaszi Dízelmozdonygyárban.

### Beszerzés
1962 és 1964 között a vasúti igazgatóság a Suri-hajtómű beszerzéséről és fejlesztéséről tanácskozott különböző lóerős mozdonyokban, beleértve az 5000 lóerős, 2500 lóerős és 2600 lóerős opciókat. Az akkori műszaki értékelések alapján az igazgatóság úgy vélte, hogy a nagyobb lóerős mozdonyok jelentenék a legnagyobb előnyt a jobb teljesítmény-tömeg arány miatt. A beszerzést azonban csak akkor folytatták volna, ha az árak ésszerűek és a teljesítménygaranciák megfelelőek.
1964 szeptemberében az igazgatóság három nyugatnémet cégnek írt ki ajánlattételi felhívást, és két cégtől kapott ajánlatot két 2500 lóerős Maybach-motorral felszerelt 5000 lóerő összteljesítményű mozdonyra. 1965 júniusában az igazgatóság műszaki bizottságot nevezett ki az ajánlatok megvizsgálására. A bizottság feladata az volt, hogy meghatározza az 5000 lóerős mozdonyok műszaki alkalmasságát a Suri-hajtómű továbbfejlesztésére, valamint a 20 hengeres nagysebességű Maybach-motorok indiai munkakörülmények között történő minimális meghibásodásának biztosításához szükséges óvintézkedéseket.
1965 decemberében a műszaki bizottság arra a következtetésre jutott, hogy az 5000 lóerős mozdonyok tőke- és karbantartási költségei nem jelentenek gazdasági előnyöket kettő szinkroncsatolt 2600 lóerős WDM-2 mozdonyhoz képest. A bizottság az 5000 lóerős mozdonyokat a pálya- és hídviszonyok által támasztott korlátozások, a vontatási kapacitás, a szinkroncsatolt üzem kivitelezhetetlensége és a rugalmasság hiánya miatt nem tartotta alkalmasnak a szabványos egységként való alkalmazásra.

### Gyártás
1966 szeptemberében egy nyugatnémet mozdonygyártó két cégtől kért ajánlatot. A benyújtási határidőt szeptember 15-ről szeptember 28-ra hosszabbították meg. Mindkét cég benyújtotta ajánlatát. A pályázati bizottság megvizsgálta az ajánlatokat, és a Henschel ajánlatát mind műszaki, mind pénzügyi szempontból jobbnak találta, ezért a bizottság a Henschel ajánlatának elfogadását javasolta. A Research Design and Standards Organisation a műszaki felülvizsgálat után szintén elfogadhatatlannak találta a másik cég (a továbbiakban: „B cég”) ajánlatát. A bizottság megállapította, hogy a Henschel garanciális feltételei átfogóbbak voltak, mint a „B” cég által kínáltak.
A Henschel ajánlatokat adott a Suri és Mekydro hajtóművekkel felszerelt mozdonyokra is. Bár a Suri-hajtómű valamivel drágább volt (67 500 német márka mozdonyonként), a bizottság úgy találta, hogy hatékonyabb, mivel a végső szakaszban 92%-os hatásfokot ért el, szemben a Mekydro 80–83%-os maximális hatásfokával. A bizottság becslése szerint a Suri-hajtómű magasabb hatásfoka üzemanyagköltség-megtakarítást eredményezne. Feltételezve, hogy egy mozdony napi 400 kilométert tesz meg, és az üzemanyag-fogyasztás 4 liter/km, a bizottság becslése szerint az éves megtakarítás mozdonyonként körülbelül 20 000 indiai rúpia lenne, még 5%-kal magasabb hatásfok mellett is. Ezért a bizottság azt javasolta, hogy a Henscheltől hat mozdonyt Suri és kettő mozdonyt Mekydro hajtóművel rendeljenek meg. A mozdonyok becsült FOB-értéke körülbelül 10,4 német márka volt (11,02 millió német márka, azaz körülbelül 2,08 millió indiai rúpia). A vasúti igazgatóság jóváhagyta az ajánlásokat, és 1966 decemberében előzetes átvételi elismervényt adtak ki a Henschel számára.
A mozdonyok leszállítására vonatkozó szerződést 1967. június 23-án írták alá a Henschel céggel. A cég garanciát vállalt arra, hogy a mozdonyok az előírásoknak megfelelően készülnek és működnek. A Henschel garantálta a Suri-hajtómű megfelelő működését is. A garancia a mozdonyok indiai üzembe helyezésétől számított 24 hónapig, illetve a Németországból történő kiszállítástól számított 26 hónapig, vagy az egyes mozdonyok által megtett 300 000 kilométerig volt érvényes, attól függően, hogy melyik következett be előbb.

### A mozdonyok teljesítménye
1970 második felében nyolc WDM-3 mozdony érkezett Indiába, melyeket 1970 augusztusa és 1971 májusa között állították üzembe a Southern Railway, gúti honállomással. Az 1975 augusztusáig e mozdonyok költségeire elszámolt kiadás 3,37 millió indiai rúpia volt. Ezeket a mozdonyokat elsősorban teherszállításra használták a Southern Railway Guntakal körzetében 1972 novemberéig, amikor is bevezetésre kerültek az expressz személyszállítási szolgáltatásokba.
1971 júliusában a Southern Railway igazgatósága jelentette a vasúti igazgatóságnak, hogy a mozdonyoknál hibák léptek fel az erőátviteli rendszerben és a nyomatékváltó turbinakerékben, melyek leállásokhoz vezettek. Az alkatrészek gyártói ajánlásokat tettek, és módosításokat hajtottak végre a nyomatékváltón, a turbinalapátokon és a mechanikus tengelykapcsolókon, amelyek megoldották a rendszer problémáit. A mozdonyok teljesítménye azonban továbbra sem volt kielégítő, az üzembe helyezéstől 1973 áprilisának végéig tartó időszakban az átlagos hatástalanság 15,5% és 45,3% között mozgott.
1973 áprilisában a vasúti igazgatóság részletes jelentést kért a mozdonyok teljesítményéről. A WDM-3 mozdonyok kisebb lóerővel (kevesebb, mint 2600 lóerő), kisebb tengelyterheléssel (76 tonna a WDM-2 mozdonyok 110 tonnájával szemben) és alacsonyabb nyomatékváltó-hatásfokkal rendelkeztek alacsony sebességnél, ami azt eredményezte, hogy kisebb terheket vontattak az emelkedőkön, 23%-kal kevesebbet felfelé és 25%-kal kevesebbet lefelé, mint a WDM-2 mozdonyok, különösen meredek emelkedőkön.
A karbantartási költségek magasabbak voltak a WDM-3 mozdonyok esetében (6851 indiai rúpia a hengerfejekért), mint a WDM-2 mozdonyok esetében (2632 indiai rúpia a hengerfejekért). A mozdonyok meghibásodási aránya is magasabb volt a WDM-3 mozdonyoknál (1971–1972 és 1974–1975 között átlagosan 43 379 km/meghibásodás), mint a WDM-2 mozdonyoknál (112 893 km/meghibásodás ugyanebben az időszakban). A WDM-3 mozdonyok üzemanyag-fogyasztása (mind a Suri, mind a Mekydro sebességváltókkal) körülbelül 20%-kal volt több, mint a WDM-2 mozdonyoké, és a Suri-hajtóművel felszerelt mozdonyok motorjának sérülése miatt ezeket a sebességváltókat tisztán hidraulikusan kellett működtetni.
A mozdonyok hajtóműveinek és motorjainak különböző súlyos hibáira időről időre felhívták a gyártók figyelmét. A gyártók 1973 novemberében azt tanácsolták a vasúti igazgatóságnak, hogy ezeket a sebességváltókat tisztán hidraulikusan kell működtetni. A vasúti igazgatóság beleegyezett a módosítások elvégzésébe, ami a Suri-hajtómű elhagyását és egyszerű hidraulikus Mekydro sebességváltóvá alakítását jelentette. Ezt a módosítást 1973 decembere és 1974 januárja között hajtották végre az összes Suri-hajtóművel felszerelt mozdonyon.
A Southern Railway megvizsgálta a WDM-2 és a WDM-3 mozdonyok üzemanyag-fogyasztási adatait ezer bruttó tonnakilométerre vetítve, ami csak akkor érvényes, ha a vontatott terhek hasonlóak. A WDM-2 és a WDM-3 nagymértékben eltérő vonóterhelése ezen az erősen lejtős szakaszon azonban irrelevánssá tette az ezer tonnakilométerre vetített üzemanyag-fogyasztási adatokat. Azokban az esetekben, amikor a WDM-3 és a WDM-2 mozdonyok hasonló terhet húztak, mint például a Madrász és Bangalor közötti Brindavan Expressz esetében, ahol nagyobb sebességet értek el, a WDM-3 mozdonyok üzemanyag-fogyasztása 4%-kal kisebb volt a WDM-2 mozdonyokhoz képest. A WDM-3 mozdonyok személyszállító járatokon való használata azonban korlátozott volt, mivel a konkrét projekt miatt, amelyhez beszerzésükre kerültek, a teherforgalomra korlátozódott a használatuk. Később engedélyt kaptak a személyszállítási forgalomban való használatukra, de az importált pótalkatrészek elérhetetlensége befolyással volt a mozdonyok megbízhatóságára. Ennek eredményeként ezeket a mozdonyokat 1995-ben kivonták a szolgálatból, majd a következő évben mind a nyolc darabot selejtezték.

## Honállomás
Mind a nyolc WDM-3 mozdonyt a gúti dízel mozdonyházban helyezték üzembe, amely az Ándhra Prades-i Guntakal vasúti körzet fennhatósága alá tartozik. Abban az időben a Southern Railway volt felelős a területért. Később a Guntakal vasúti körzet irányítását a South Coast Railway vette át.

## Fordítás
- Ez a szócikk részben vagy egészben  az   Indian locomotive class WDM-3 című angol Wikipédia-szócikk ezen változatának fordításán alapul.  Az eredeti cikk szerkesztőit annak laptörténete sorolja fel. Ez a jelzés csupán a megfogalmazás eredetét és a szerzői jogokat jelzi, nem szolgál a cikkben szereplő információk forrásmegjelöléseként.